# Boruca (distrito)
Boruca es un distrito del cantón de Buenos Aires, en la provincia de Puntarenas, de Costa Rica.

## Geografía
Boruca cuenta con un área de 125,79 km² y una altitud media de 452 m s. n. m.

## Demografía
Para el año 2022, Boruca cuenta con una población estimada de 3351 habitantes, y para el último censo efectuado, en 2011, Boruca contaba con una población de 3074 habitantes.

## Localidades
- Poblados: Alto del Mojón, Bellavista, Cajón, Curré, Chamba, Changuenita, Doboncragua, Iguana, Kuibín, Lagarto, Mano de Tigre, Miravalles, Ojo de Agua (parte), Presa, Puerto Nuevo, Sabanas (Barranco) (parte), San Joaquín, Santa Cruz, Tigre, Tres Ríos.

## Transporte

### Carreteras
Al distrito lo atraviesan las siguientes rutas nacionales de carretera:
- Ruta nacional 2
- Ruta nacional 625